# Кольядо-Медіано
Кольядо-Медіано (ісп. Collado Mediano) — муніципалітет в Іспанії, у складі автономної спільноти Мадрид. Населення — 6527 осіб (2010).
Муніципалітет розташований на відстані близько 41 км на північний захід від Мадрида.
На території муніципалітету розташовані такі населені пункти: (дані про населення за 2010 рік)
- Кольядо-Медіано: 5672 особи
- Лос-Баррісалес: 30 осіб
- Реахо-дель-Робле: 168 осіб
- Серранія-де-ла-Палома: 657 осіб

## Демографія
Динаміка населення (INE ):

## Галерея зображень

Розташування муніципалітету у автономній спільноті Мадрид